# Красная книга Приднестровской Молдавской Республики
Красная книга Приднестровской Молдавской Республики (молд. Картя рошие Републичий Молдовенешть Нистрене, укр. Червона книга Придністровської Молдавської Республіки) — официальный документ, содержащий свод сведений о состоянии и распространении редких и находящихся под угрозой исчезновения видов (подвидов, популяций) диких животных и дикорастущих растений и грибов, обитающих (произрастающих) на территории непризнанной Приднестровской Молдавской Республики, а также необходимых мерах по их охране и восстановлению.

## Издания
Первое издание Красной книги вышло в 2009 году и включает 84 вида растений и грибов и 157 видов животных.
Второе издание вышло в 2020 году и включает сведения о нуждающихся в особой охране 129 видах флоры и 227 видах фауны. Участие в её написании принимали сотрудники Приднестровского государственного университета имени Т. Г. Шевченко, Республиканского НИИ экологии и природных ресурсов, заповедника «Ягорлык».

## Категории статуса редкости
Статусы редкости видов в Красной книге соответствуют категориям МСОП:
1. EX (Extinct) — исчезнувший
2. EW (Extinct in the Wild) — исчезнувший в дикой природе
3. CR (Critically Endangered) — находящийся в критическом состоянии
4. EN (Endangered) — находящийся в опасном состоянии
5. VU (Vulnerable) — уязвимый
6. NT (Near Threatened) — находящийся в состоянии, близком к угрожаемому
7. LC (Least Concern) — вызывающий наименьшие опасения
8. DD (Data Deficient) — недостаточно данных
9. NE (Not Evaluated) — неоценённый

## Виды, внесённые в Красную книгу
Порядок расположения таксонов соответствует таковому в Красной книге, в скобках указана категории статуса редкости.

### Растения и грибы
- Thelypteris palustris — Телиптерис болотный (EN)
- Dryopteris filix-mas — Щитовник мужской (EN)
- Dryopteris carthusiana — Щитовник шартрский (EN)
- Gymnocarpium robertianum — Голокучник Роберта (CR)
- Salvinia natans — Сальвиния плавающая (VU)
- Phyllitis scolopendrium — Листовик сколопендровый (EN)

- Ephedra distachya — Хвойничок двухколосковый (VU)

- Allium savranicum — Лук савранский (VU)
- Allium sphaeropodum — Лук круглоногий (EN)
- Galanthus nivalis — Подснежник снежный (EN)
- Sternbergia colchiciflora — Штернбергия зимовникоцветковая (CR)
- Peucedanum ruthenicum — Горичник русский (VU)
- Pimpinella tragium — Бедренец меловой (VU)
- Taeniopetalum arenarium — Лентолепестник песчаный (VU)
- Vinca minor — Барвинок малый (VU)
- Acorus calamus — Аир обыкновенный (EN)
- Arum orientale — Аройник восточный (EN)
- Doronicum hungaricum — Дороникум венгерский (VU)
- Helichrysum arenarium — Цмин песчаный (VU)
- Inula helenium — Девясил высокий (VU)
- Jurinea stoechadifolia — Наголоватка лавандолистная (EN)
- Petasites hybridus — Белокопытник гибридный (EN)
- Serratula radiata — Серпуха лучистая (VU)
- Gymnospermium odessanum — Гимноспермиум одесский (CR)
- Schivereckia podolica — Шиверекия подольская (VU)
- Campanula persicifolia — Колокольчик персиколистный (VU)
- Convolvulus lineatus — Вьюнок линейчатый (VU)
- Helianthemum nummularium — Солнцецвет монетолистный (VU)
- Sempervivum ruthenicum — Молодило русское (EN)
- Cotoneaster melanocarpus — Кизильник черноплодный (VU)
- Sorbus torminalis — Рябина глоговина (VU)
- Spiraea crenata — Спирея городчатая (EN)
- Rhamnus tinctoria — Жёстер красильный (EN)
- Euphorbia volhynica — Молочай волынский (VU)
- Astragalus dasyanthus — Астрагал шерстистоцветковый (VU)
- Astragalus exscapus — Астрагал бесстебельный (EN)
- Astragalus pubiflorus — Астрагал пушистоцветковый (EN)
- Genista tetragona — Дрок четырёхгранный (EN)
- Genista tinctoria — Дрок красильный (EN)
- Staphylea pinnata — Клекачка перистая (VU)
- Bellevalia sarmatica — Беллевалия сарматская (VU)
- Hyacinthella leucophaea — Гиацинтик беловатый (VU)
- Ornithogalum boucheanum — Птицемлечник Буше (VU)
- Ornithogalum kochii — Птицемлечник Коха (VU)
- Ornithogalum oreoides — Птицемлечник горный (EN)
- Ornithogalum refractum — Птицемлечник преломленный (VU)
- Crocus reticulatus — Шафран сетчатый (VU)
- Iris graminea — Ирис злаколистный (VU)
- Iris halophila — Ирис солелюбивый (VU)
- Iris hungarica — Ирис венгерский (VU)
- Iris pontica — Ирис понтический (EN)
- Fritillaria montana — Рябчик горный (VU)
- Lilium martagon — Лилия саранка (EN)
- Tulipa biebersteiniana — Тюльпан Биберштейна (EN)
- Bulbocodium versicolor — Брандушка разноцветная (EN)
- Colchicum triphyllum — Безвременник трёхлистный (DD)
- Veratrum nigrum — Чемерица чёрная (VU)
- Nymphoides peltata — Болотноцветник щитолистный (VU)
- Nuphar lutea — Кубышка жёлтая (EN)
- Nymphaea alba — Кувшинка белая (EN)
- Cephalanthera damasonium — Пыльцеголовник крупноцветковый (EN)
- Listera ovata — Тайник яйцевидный (CR)
- Neottia nidus-avis — Гнездовка настоящая (EN)
- Koeleria moldavica — Тонконог молдавский (EN)
- Poa versicolor — Мятлик разноцветный (VU)
- Sesleria heufleriana — Сеслерия Гейфлера (VU)
- Stipa pennata — Ковыль перистый (VU)
- Stipa pulcherrima — Ковыль красивейший (VU)
- Stipa tirsa — Ковыль узколистный (VU)
- Aconitum anthora — Борец противоядный (EN)
- Aconitum lasiostomum — Борец шерстистоустый (VU)
- Adonis vernalis — Адонис весенний (VU)
- Adonis wolgensis — Адонис волжский (VU)
- Anemone sylvestris — Ветреница лесная (VU)
- Clematis integrifolia — Ломонос цельнолистный (VU)
- Pulsatilla grandis — Прострел крупный (CR)
- Pulsatilla montana — Прострел горный (VU)
- Pulsatilla ucrainica — Прострел украинский (VU)
- Digitalis grandiflora — Наперстянка крупноцветковая (EN)
- Trapa natans — Рогульник плавающий (VU)
- Scutellaria supina — Шлемник низкий (VU)
- Asparagus tenuifolius — Спаржа тонколистная (VU)

- Macrolepiota puellaris — Гриб-зонтик девичий (CR)
- Morchella steppicola — Сморчок степной (CR)

### Животные
Беспозвоночные
- Hirudo medicinalis — Пиявка медицинская (VU)

- Paramysis baeri bispinosa — Парамизис Бэра двухшипый (EN)

- Iris polystictica — Богомол пестрокрылый (DD)
- Coenagrion lindeni — Стрелка Линдена (DD)
- Carabus besseri — Жужелица Бессера (EN)
- Carabus clathratus — Жужелица золотоямчатая (DD)
- Calosoma sycophanta — Красотел пахучий (EN)
- Taphoxenus gigas — Тафоксенус гигантский (EN)
- Ocypus olens — Стафилин пахучий (VU)
- Lucanus cervus — Жук-олень (VU)
- Potosia aeruginosa — Бронзовка зеленая (VU)
- Oryctes nasicornis — Жук-носорог (VU)
- Morimus funereus — Моримус темный (EN)
- Cerambyx cerdo — Усач большой дубовый (DD)
- Aromia moschata — Усач мускусный (VU)
- Scolia maculata — Сколия-гигант (VU)
- Scolia hirta — Сколия степная (VU)
- Megachile rotundata — Мегахила округлая (EN)
- Xylocopa valga — Ксилокопа обыкновенная (VU)
- Xylocopa violaceae — Ксилокопа фиолетовая (VU)
- Bombus argillaceus — Шмель глинистый (VU)
- Bombus muscorum — Шмель моховой (VU)
- Bombus pomorum — Шмель степной (VU)
- Liometopum microcephalum — Лиометопум обыкновенный (DD)
- Distoleon tetragrammicus — Муравьиный лев четырехточечный (VU)
- Zygaena laeta — Пестрянка черноточечная (DD)
- Papilio machaon — Махаон (VU)
- Parnassius mnemosyne — Мнемозина (EN)
- Zerynthia polyxena — Поликсена (VU)
- Gonepteryx rhamni — Лимонница (VU)
- Apatura iris — Переливница ивовая (DD)
- Apatura ilia — Переливница тополевая (VU)
- Argynnis рandora — Перламутровка-пандора (VU)
- Limenitis populi — Ленточник тополевый (DD)
- Neptis rivularis — Пеструшка таволговая (EN)
- Nymphalis antiopa — Траурница (DD)
- Nymphalis io — Дневной павлиний глаз (VU)
- Nymphalis polychloros — Многоцветница (CR)
- Nymphalis urticae — Крапивница (CR)
- Polygonia vau-album — Углокрыльница V-белое (DD)
- Chazara briseis — Бризеида (DD)
- Hamearis lucina — Люцина (DD)
- Maculinea arion — Голубянка-арион (DD)
- Polyommatus daphnis — Голубянка-дафнис (VU)
- Polyommatus bellargus — Голубянка красивая (VU)
- Polyommatus coridon — Голубянка серебристая (VU)
- Thecla quercus — Зефир дубовый (VU)
- Lasiocampa quercus — Коконопряд дубовый (DD)
- Saturnia pyri — Павлиноглазка грушевая (VU)
- Eudia pavonia — Павлиноглазка малая (DD)
- Smerinthus ocellatus — Бражник глазчатый (VU)
- Marumba quercus — Бражник дубовый (EN)
- Celerio lineatа — Бражник линейчатый (DD)
- Hyles hippophaes — Бражник облепиховый (DD)
- Sphinx ligustri — Бражник сиреневый (VU)
- Dolbina elegans — Бражник средиземноморский (DD)
- Deilephila elpenor — Бражник средний винный (VU)
- Deilephila porcellus — Бражник малый винный (VU)
- Euplagia quadripunctaria — Медведица-гера (VU)
- Callimorpha dominula — Медведица-госпожа (VU)
- Arctia caja — Медведица Кайя (EN)
- Rhyparia purpurata — Медведица пурпурная (DD)
- Utetheisa pulchella — Медведица точечная (DD)
- Catocala fraxini — Ленточница голубая (VU)
- Catocala neonympha — Ленточница желтобрюхая (DD)
- Catocala promissa — Ленточница малая красная (VU)
- Catocala sponsa — Ленточница малиновая (VU)
- Ephesia fulminea — Ленточница желтая (DD)
- Periphanes delphinii — Совка шпорниковая (VU)

Позвоночные
- Eudontomyzon mariae — Минога украинская (EN)

- Huso huso — Белуга (CR)
- Acipenser gueldenstaedtii — Русский осётр (CR)
- Acipenser ruthenus — Стерлядь (EN)
- Acipenser stellatus — Севрюга (EN)
- Acipenser nudiventris — Шип (CR)
- Chalcalburnus chalcoides mento — Азово-черноморская шемая (CR)
- Rutilus frisii frisii — Вырезуб (CR)
- Barbus barbus borysthenicus — Днепровский усач (VU)
- Leuciscus idus — Язь (VU)
- Umbra krameri — Умбра европейская (CR)
- Lota lota — Налим (CR)
- Zingel zingel — Чоп обыкновенный (EN)

- Triturus vulgaris — Тритон обыкновенный (DD)
- Pelobates fuscus — Чесночница обыкновенная (VU)
- Bufo bufo — Жаба серая (EN)
- Rana dalmatina — Лягушка прыткая (DD)

- Emys orbicularis — Черепаха европейская болотная (VU)
- Coronella austriaca — Медянка обыкновенная (EN)
- Hierophis caspius — Полоз желтобрюхий (EN)
- Elaphe quatuorlineata — Полоз четырёхполосый (DD)
- Elaphe longissima — Эскулапов полоз (DD)
- Vipera berus — Гадюка обыкновенная (CR)
- Vipera ursinii — Гадюка степная (DD)

- Pelecanus onocrotalus — Розовый пеликан (VU)
- Phalacrocorax pygmeus — Малый баклан (VU)
- Botaurus stellaris — Большая выпь (VU)
- Ardeola ralloides — Желтая цапля (VU)
- Egretta alba — Большая белая цапля (VU)
- Platalea leucorodia — Колпица (VU)
- Plegadis falcinellus — Каравайка (VU)
- Ciconia nigra — Черный аист (VU)
- Rufibrenta ruficollis — Краснозобая казарка (VU)
- Cygnus olor — Лебедь-шипун (VU)
- Cygnus cygnus — Лебедь-кликун (VU)
- Anas strepera — Серая утка (VU)
- Aythya nyroca — Белоглазый нырок (EN)
- Bucephala clangula — Гоголь (VU)
- Mergus serrator — Средний крохаль (VU)
- Pandion haliaetus — Скопа (VU)
- Pernis apivorus — Осоед (EN)
- Milvus migrans — Черный коршун (VU)
- Circus cyaneus — Лунь полевой (NE)
- Circus macrourus — Лунь степной (EN)
- Circus pygargus — Лунь луговой (VU)
- Accipiter brevipes — Европейский тювик (DD)
- Buteo rufinus — Курганник (VU)
- Circaetus gallicus — Змееяд (EN)
- Hieraaetus pennatus — Орел-карлик (VU)
- Aquila clanga — Большой подорлик (EN)
- Aquila pomarina — Малый подорлик (VU)
- Aquila heliaca — Могильник (VU)
- Aquila chrysaetos — Беркут (VU)
- Haliaeetus albicilla — Орлан-белохвост (VU)
- Neophron percnopterus — Стервятник (DD)
- Falco cherrug — Балобан (VU)
- Falco peregrinus — Сапсан (VU)
- Falco naumanni — Степная пустельга (CR)
- Grus grus — Серый журавль (VU)
- Crex crex — Коростель (VU)
- Otis tarda — Дрофа (VU)
- Himantopus himantopus — Ходулочник (VU)
- Numenius arquata — Большой кроншнеп (VU)
- Limosa limosa — Большой веретенник (VU)
- Columba oenas — Клинтух (EN)
- Bubo bubo — Филин (DD)
- Asio flammeus — Болотная сова (EN)
- Otus scops — Сплюшка (VU)
- Strix aluco — Серая неясыть (VU)
- Tyto alba — Сипуха (DD)
- Coracias garrulus — Сизоворонка (VU)
- Picus viridis — Зелёный дятел (VU)
- Monticola saxatilis — Пёстрый каменный дрозд (DD)
- Serinus serinus — Канареечный вьюрок (DD)

- Neomys anomalus — Кутора малая (CR)
- Rhinolophus ferrumequinum — Подковонос большой (DD)
- Rhinolophus hipposideros — Подковонос малый (EN)
- Myotis dasycneme — Ночница прудовая (EN)
- Plecotus auritus — Ушан бурый (DD)
- Spermophilus citellus — Суслик европейский (DD)
- Spermophilus suslicus — Суслик крапчатый (DD)
- Eliomys quercinus — Соня садовая (DD)
- Meles meles — Барсук (VU)
- Martes martes — Куница лесная (EN)
- Mustela erminea — Горностай (CR)
- Mustela eversmanni — Хорь степной (EN)
- Lutra lutra — Выдра (EN)
- Felis silvestris silvestris — Европейская лесная кошка (CR)